# گورستان ابوالمومن
قبرستان ابوالمومن مربوط به سده‌های اولیه دوران‌های تاریخی پس از اسلام است و در شهرستان سقز، بخش زیویه، روستای ابوالمومن واقع شده و این اثر در تاریخ ۲۳ شهریور ۱۳۸۲ با شمارهٔ ثبت ۱۰۰۷۴ به‌عنوان یکی از آثار ملی ایران به ثبت رسیده است.